# Sunnydale
Sunnydale är en fiktiv plats i Kalifornien, USA, där tv-serien Buffy och vampyrerna utspelar sig. Staden ligger ovanpå Helvetesgapet vilket gör att Sunnydale blir ett centrum för vampyrer, demoner och annan ondska. I staden finns bland annat Sunnydale High School, nattklubben The Bronze och magiaffären The Magic Box.
I den slutgiltiga kampen (avsnittet Chosen) slukas hela Sunnydale och därmed stängs helvetesgapet för evigt. Staden har dagarna innan detta händer utrymts.

Du Bridge Hale Avalon Newport Avalon Orlando Wilshire Montego Lyon Andrew Hotel Terrace Standard Greensville Flower Edinger Sandpointe

## The Hellmouth
The Hellmouth, även kallat Helvetesgapet, är den underjordiska plats där all ondska finns. I Helvetesgapet har Den första ondskan sin största makt.
I sjunde säsongens sista avsnitt, Chosen, går alla i Scooby-gänget och de övriga potentiella dråparna ner till gapet för att besegra Den första ondskans Turok-Haner. Till slut lyckas Spike döda dem alla, med hjälp av en stark amulett som ger ifrån sig flera strålar av ljus. Amuletten förgör dock inte endast Helvetesgapet, utan hela Sunnydale. När de överlevande tittar ner på kratern som tidigare var Sunnydale, berättar Rupert Giles att det finns ett annat helvetesgap i Cleveland.

## Sunnydale High School
Under seriens tre första säsonger går seriens huvudperson, Buffy Summers, och hennes vänner i Sunnydale High School. Mycket av handlingen utspelas där, bland annat för att skolans bibliotek ligger precis ovanför Helvetesgapet. Därför tillbringar Buffy och Scoby-gänget mycket tid där även utanför skoltid. 
I säsong tre sprängs skolan i luften under kampen mot Borgmästaren. Skolan byggs upp och i säsong sju öppnas den igen. Efter uppbyggnaden befinner sig skolans expedition ovanför Helvetesgapet.

### Biblioteket
Biblioteket, som är Sunnydale High Schools skolbibliotek och därför sköts av skolans bibliotekarie Rupert Giles, är en viktig plats i serien. I sin kamp mot ondskan kan Buffy och hennes vänner hitta all information de behöver om sina fiender i alla de böcker som där finns till hands. I biblioteket tränas hon i stridskonst och andra färdigheter hon behöver för att kunna förgöra vampyrer och andra onda väsen. Vidare utgör biblioteket en viktig samlingsplats under de tre första säsongerna. 
Exempel på hur viktig platsen är för serien får man se i några avsnitt av den tredje säsongen. Då Oz förvandlas till en varulv behövs en plats att låsa in honom på. Han blir då inlåst i en bur som står i just biblioteket. Det kan också komma sig av att det är den enda lämpliga platsen att förvara en varulv på.
Skolan, och därmed även biblioteket, sprängs dock i luften i kampen mot Borgmästaren i säsong tre. Efter att ha tillbringat mycket tid hemma köper Giles istället magiaffären The Magic Box.

## The Magic Box
The Magic Box är en magiaffär som ägs och sköts av Rupert Giles. The Magic Box är en viktig affär för Buffy och Scoby-gänget som, i sin kamp mot ondskan, ofta behöver de udda varor som säljs där. Affären visar sig även vara ett bra ställe för Buffy att träna på och den blir snart Scoby-gängets nya samlingsplats.
Att äga The Magic Box är ett riskfyllt jobb, tidigare ägare har antingen dött eller råkat ut för andra missöden. Sunnydale High Schools bibliotekarie, Giles, blir arbetslös då skolan sprängs. Efter att ha tillbringat en tid hemma bestämmer han sig för att försöka sig på det riskfyllda yrket att driva The Magic Box.
När han har drivit affären ett tag upptäcker han att den före detta demonen Anya Jenkins har sinne för ekonomi. Hon får därför assistera honom i affärerna. Giles ber dock Willow Rosenberg om hjälp med mottagandet av kunder eftersom Anyas sociala färdigheter behöver förbättras då hon har svårt att anpassa sig till livet som dödlig. När Giles så småningom reser tillbaka till England får Anya ta över affären helt och hållet.
The Magic Box förstörs i slutet av säsong sex när Willow löper amok. Efter att Giles och Willow har utkämpat en strid där finns inte mycket kvar av affären.

## The Bronze
The Bronze är café på dagen och nattklubb framåt kvällen. På kvällen uppträder lokala band med live-musik, vilka Scoby-gänget ofta lyssnar på. Av 114 avsnitt utspelar sig en eller flera scener på The Bronze i minst 66 av dem. Ofta stryker vampyrer och demoner omkring, vilka Buffy får tampas med.
Willow Rosenberg träffar Oz på The Bronze då han vid upprepade tillfällen uppträder där med sitt band.
I avnsnittet "The Wish" visas en alternativ verklighet där Xander och Willow är vampyrer och Mästaren är vid liv. The Bronze blir deras tillhåll.
1. ↑  ”Main Page” (på engelska). Wikipedia, the free encyclopedia. 2025-07-23. https://en.wikipedia.org/w/index.php?title=Main_Page&oldid=1302165527. Läst 10 augusti 2025.